# مايك فيرنون
مايك فيرنون هو لاعب هوكي الجليد كندي، ولد في 24 فبراير 1963 في كالغاري في كندا.

## وصلات خارجية
- مايك فيرنون على موقع دوري الهوكي الوطني (الإنجليزية)
- مايك فيرنون على موقع قاعة مشاهير الهوكي (لاعب أن.إتش.أل) (الإنجليزية)
- مايك فيرنون على موقع EliteProspects.com (الإنجليزية)
- مايك فيرنون على موقع HockeyDB.com (الإنجليزية)
- مايك فيرنون على موقع Hockey-Reference.com (الإنجليزية)